# Foldebro
En foldebro er en type bevægelig bro. 
Et eksempel på en folde bro er Hörnbrücke (Hoernbridge) i byen Kiel i Tyskland.
Man kan beskrive broen som en tre-delt klapbro som folder sig i form af bogstavet N.